# Christian Bassemir
Christian Bassemir, född den 13 mars 1956 i Bad Peterstal, Tyskland, är en västtysk landhockeyspelare.
Han tog OS-silver i herrarnas landhockeyturnering i samband med de olympiska landhockeytävlingarna 1984 i Los Angeles.